# Biroina burckhardti
Biroina burckhardti är en tvåvingeart som beskrevs av Papp 1995. Biroina burckhardti ingår i släktet Biroina och familjen hoppflugor.
Artens utbredningsområde är Thailand. Inga underarter finns listade i Catalogue of Life.